# سلین بارا
سلین بارا (فرانسوی: Céline Bara‎؛ زاده ۹ سپتامبر ۱۹۷۸) یک بازیگر پورنوگرافی اهل فرانسه است.